# Zygmunt Zimowski
Dom Zygmunt Zimowski (Kupienin, 7 de abril de 1949 - Dąbrowa Tarnowska, 12 de julho de 2016) foi um bispo católico polonês e presidente do Pontifício Conselho para a Pastoral no Campo da Saúde no Vaticano.
Foi ordenado sacerdote aos 27 de maio de 1973. Estudou Teologia Dogmatica na UIniversidade Católica de Lublin. Fez o Doutorato in Teologia Dogmática na Faculdade Teológica da Universidade Leopold-Franzens, em Innsbruck.
No dia 1 de fevereiro de 1983 iniciou a trabalhar junto a Congregação para a Doutrina da Fé, no Vaticano. Foi nomeado Capelão de sua Santidade, aos 14 de abril de 1988 e prelado honorífico, no dia 10 de julho de 1999. Foi postulador dos processos de beatificação e de Canonização, de Karolina Kózka, do Padre Roman Sitko e da religiosa Maria Julittae Ritz.
Foi professor de Eclesiologia na Universidade Católica de Lublin e na Universidade Cardeal Stefan Wyszyski, de Varsóvia, na Polônia. Escreveu 120 publicações, 40 cartas patorais e alguns livros.
Participou da elaboração do Catecismo da Igreja Católica, em 1992 e principalmente da edição em polonês. Integrou a equipe do Programa Polonês da Rádio Vaticano.
Em 28 de março de 2002, o Papa João Paulo II o nomeou bispo de Radom, sendo ordenado no dia 25 de maio do mesmo ano pelo Prefeito da Congregação para a Doutrina da Fé, o então Cardeal Joseph Ratzinger.
Na Conferência Episcopal Polonesa obteve os seguintes encargos: Presidente da Comissão Episcopal da Doutrina da Fé, Membro do Conselho Permanente, Delegado para a Pastoral dos Emigrantes Poloneses, Membro da Comissão Ecumênica entre outros.
No dia 28 de abril de 2009 foi nomeado pelo Papa Bento XVI para presidir o Pontifício Conselho para a Pastoral no Campo da Saúde, no Vaticano.
Morreu em 12 de julho de 2016 em decorrência de um câncer no pâncreas.